# Ticuantepe
Ticuantepe är en kommun (municipio) i Nicaragua med 34 227 invånare (2012). Den ligger i departementet Managua, mitt emellan Masaya och huvudstaden Managua. I kommunen ligger Nicaraguas nationella djurpark, där det finns över 600 olika djurarter att beskåda.

## Geografi
Ticuantepe ligger i en dalgång mellan Vulkanen Masaya och bergskedjan Sierras de Managua. Större delen av befolkningen bor i kommunens norra del. Ticuantepe gränsar till kommunerna Managua i norr, Nindirí i öster, La Concepción i söder, och El Crucero i väster.

## Natur
Den västra delen av nationalparken Vulkanen Masaya ligger i Ticuantepe, och från centralorten går det en vandringsled up till vulkanens krater, som dock ligger i grannkommunen Nindirí. I kommunens västra del, på sluttningen av Sierras de Managua, ligger det privata skogsreservatet Montibelli. Detta reservat på 162 hektar har fina utsiktsplatser och många olika fågelarter att beskåda.

## Historia
Ticuantepe har sitt ursprung i byn Las Pajas som grundades 1890 av folk ifrån Nindirí som gjorts hemlösa av Vulkanen Masaya. Kommunen bildades 1974. År 1989 överfördes kommunen från departementet Masaya till departementet Managua.

## Transporter
Kommunen norra gräns utgörs av landsvägen mellan Managua och Masaya. Åt öster eller väster finns det inga vägar som lämnar kommunen. Åt söder finns det endast en väg som leder upp genom bergen till grannkommunen La Concepción och sedan vidare till San Marcos och Jinotepe.

## Religion
Kommunen firar sin festdag den 13 maj till ära av Det sanna korset.

## Kända personer från Ticuantepe
- Leopoldo Brenes (1949-), ärkebiskop i Managua, kardinal